# Saussurea acrophila
Saussurea acrophila (укр. сосюрея акрофіла) — вид квіткових рослин з родини айстрових, роду гіркий корінь.

## Опис
Багаторічні трав'янисті рослини 10-20 см заввишки. Кореневище верхівково вкрите коричневим залишком черешків. Стебло одиночне, прямостояче, просте, на верхівці біле, павутинне, голе. Прикореневі і нижні стеблові листки черешкові; черешок 2-4,5 см; листова пластинка від еліптичної до оберненояйцеподібної, 2,5-6,5 × 1-3 см, обидві поверхні зелені й голі, основа клиноподібна, край із великими трикутними  або рідко перисто-лопатевими зубцями, верхівка гостра; бічні частки 3 або 4 пари, широкотрикутні. Середні стеблові листки черешкові; черешок 1-2,5 см; листова пластинка від обернено-яйцеподібної до лінійної, клиноподібна основа, край вигнутий або цільний. Верхні стеблові листки лінійні, дрібні, по краю цілокраї. Головка поодинока, кінцева на ніжці. Обгортка від широкодзвоникової до дзвоникової, 1-2 см в діаметрі. Філярії в 4 або 5 рядів, голі або рідко павутиноподібні, верхівка від гострої до тупої; зовнішні філярії яйцеподібні, близько 3 × 2 мм; середні філярії вузькоеліптичні, близько 7 × 3 мм; внутрішні філярії лінійні, близько 11 × 2 мм. Віночок пурпурний, близько 1,1 см, трубка близько 5 мм, кінцівка близько 6 мм. Сім'янки блідо-коричневі, циліндричні, близько 3 мм, голі, верхівка із зубчастою коронкою. Папус блідо-коричневий; зовніошня щетина близько 2 мм; внутрішня щетина близько 1 см.

## Екологія
Цвіте і плодоносить у липні—жовтні. Зростає у гірських лісах на висоті 2800-3100 метрів над рівнем моря. 

## Поширення
Зростає в Китаї у провінції Шеньсі (гірський хребет Циньлін).